# Беркгаут
Беркгаут (нід. Berkhout) — село в нідерландській провінції Північна Голландія. Входить до муніципалітету Коггенланд.
Його площа становить 18,33 км², а населення станом на 2021 рік складало 2 605 осіб.
До 1979 року мало статус окремого муніципалітету.

## Клімат
| Клімат Беркгаут (середні значення за 1991−2020, екстремуми з 1999 року) | Клімат Беркгаут (середні значення за 1991−2020, екстремуми з 1999 року) | Клімат Беркгаут (середні значення за 1991−2020, екстремуми з 1999 року) | Клімат Беркгаут (середні значення за 1991−2020, екстремуми з 1999 року) | Клімат Беркгаут (середні значення за 1991−2020, екстремуми з 1999 року) | Клімат Беркгаут (середні значення за 1991−2020, екстремуми з 1999 року) | Клімат Беркгаут (середні значення за 1991−2020, екстремуми з 1999 року) | Клімат Беркгаут (середні значення за 1991−2020, екстремуми з 1999 року) | Клімат Беркгаут (середні значення за 1991−2020, екстремуми з 1999 року) | Клімат Беркгаут (середні значення за 1991−2020, екстремуми з 1999 року) | Клімат Беркгаут (середні значення за 1991−2020, екстремуми з 1999 року) | Клімат Беркгаут (середні значення за 1991−2020, екстремуми з 1999 року) | Клімат Беркгаут (середні значення за 1991−2020, екстремуми з 1999 року) | Клімат Беркгаут (середні значення за 1991−2020, екстремуми з 1999 року) |
| Показник                                                                | Січ.                                                                    | Лют.                                                                    | Бер.                                                                    | Квіт.                                                                   | Трав.                                                                   | Черв.                                                                   | Лип.                                                                    | Серп.                                                                   | Вер.                                                                    | Жовт.                                                                   | Лист.                                                                   | Груд.                                                                   | Рік                                                                     |
| Абсолютний максимум, °C                                                 | 13,6                                                                    | 18,0                                                                    | 22,3                                                                    | 27,1                                                                    | 29,8                                                                    | 32,5                                                                    | 35,7                                                                    | 33,0                                                                    | 29,7                                                                    | 25,0                                                                    | 19,1                                                                    | 14,4                                                                    |                                                                         |
| Середній максимум, °C                                                   | 5,9                                                                     | 6,5                                                                     | 9,5                                                                     | 13,7                                                                    | 17,3                                                                    | 19,7                                                                    | 22,0                                                                    | 21,9                                                                    | 18,8                                                                    | 14,4                                                                    | 9,7                                                                     | 6,7                                                                     | 13,8                                                                    |
| Середня температура, °C                                                 | 3,6                                                                     | 3,7                                                                     | 6,0                                                                     | 9,1                                                                     | 12,8                                                                    | 15,4                                                                    | 17,7                                                                    | 17,6                                                                    | 14,7                                                                    | 11,0                                                                    | 7,2                                                                     | 4,4                                                                     | 10,3                                                                    |
| Середній мінімум, °C                                                    | 1,1                                                                     | 0,9                                                                     | 2,4                                                                     | 4,5                                                                     | 8,0                                                                     | 10,8                                                                    | 13,1                                                                    | 13,0                                                                    | 10,6                                                                    | 7,6                                                                     | 4,4                                                                     | 1,8                                                                     | 6,5                                                                     |
| Абсолютний мінімум, °C                                                  | −15,4                                                                   | −21,9                                                                   | −18,7                                                                   | −6,5                                                                    | −1,7                                                                    | 3,5                                                                     | 6,7                                                                     | 6,3                                                                     | 2,9                                                                     | −4,4                                                                    | −6,7                                                                    | −10                                                                     |                                                                         |
| Середня кількість сонячних годин на місяць                              | 69,4                                                                    | 95,3                                                                    | 153,1                                                                   | 209,9                                                                   | 236,6                                                                   | 218,8                                                                   | 233,6                                                                   | 205,5                                                                   | 155,5                                                                   | 120,7                                                                   | 68,0                                                                    | 59,1                                                                    | 1825,5                                                                  |
| Норма опадів, мм                                                        | 73.3                                                                    | 61.1                                                                    | 51.8                                                                    | 41.3                                                                    | 52.3                                                                    | 58.3                                                                    | 73.5                                                                    | 98.1                                                                    | 84.8                                                                    | 98.6                                                                    | 84.6                                                                    | 86.5                                                                    | 864.2                                                                   |
| Вологість повітря, %                                                    | 88.3                                                                    | 86.6                                                                    | 83.3                                                                    | 79.7                                                                    | 78.2                                                                    | 79.6                                                                    | 79.6                                                                    | 81.4                                                                    | 84.6                                                                    | 86.5                                                                    | 89.5                                                                    | 89.6                                                                    | 83.9                                                                    |
| ----------------------------------------------------------------------- | ----------------------------------------------------------------------- | ----------------------------------------------------------------------- | ----------------------------------------------------------------------- | ----------------------------------------------------------------------- | ----------------------------------------------------------------------- | ----------------------------------------------------------------------- | ----------------------------------------------------------------------- | ----------------------------------------------------------------------- | ----------------------------------------------------------------------- | ----------------------------------------------------------------------- | ----------------------------------------------------------------------- | ----------------------------------------------------------------------- | ----------------------------------------------------------------------- |
| Джерело: Королівський нідерландський інститут метеорології              |                                                                         |                                                                         |                                                                         |                                                                         |                                                                         |                                                                         |                                                                         |                                                                         |                                                                         |                                                                         |                                                                         |                                                                         |                                                                         |

## Галерея

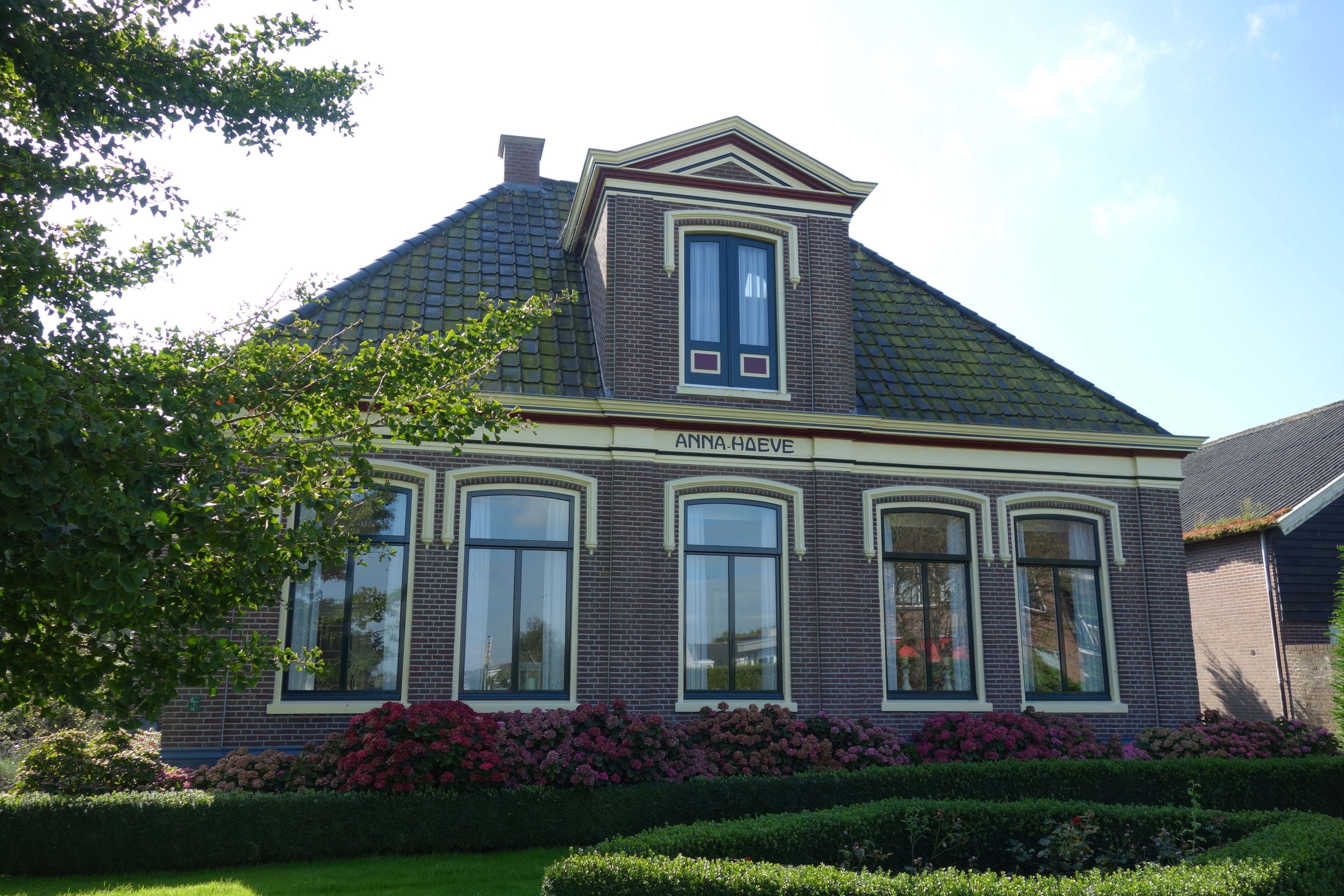
Ферма Anna Hoeve
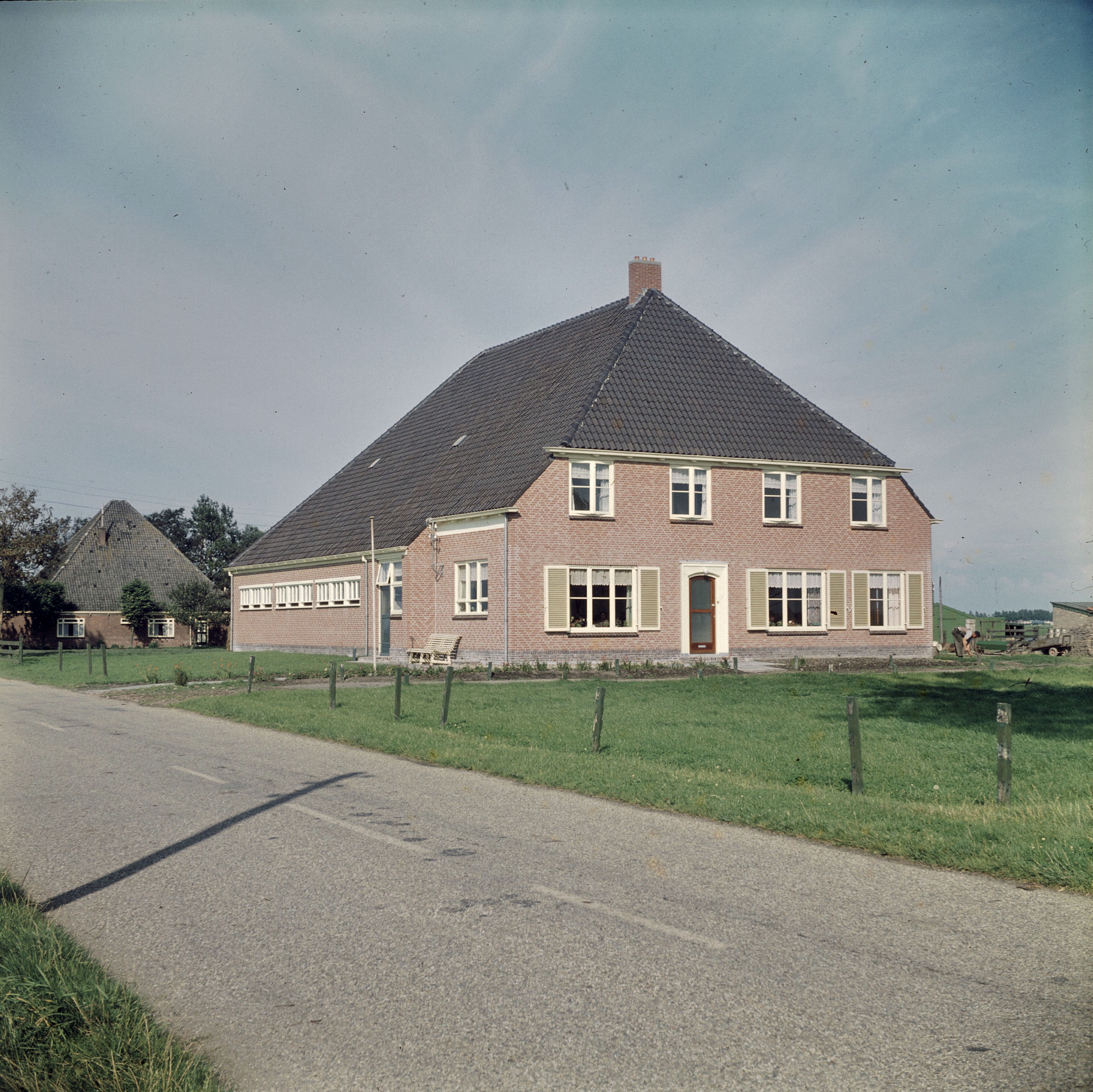
Ферма в Беркгауті